# II. Constans római császár
II. Constans (? – 411) nyugatrómai trónbitorló császár 409-től haláláig.
A Flavius Honorius római császár uralkodása alatt kiáltott ellencsászár, III. Constantinus fia volt, akit édesapja maga mellé emelt társcsászárnak. Constans rövid uralkodás után a saját seregében kitört egyenetlenség közepette vesztette életét. (Nem sokkal később Constantinust  is kivégezték.)